# Beiarns kommun
Beiarns kommun (norska: Beiarn kommune) är en kommun i regionen och landskapet Salten i Nordland fylke i norra Norge. Kommunens centralort är Moldjord. 
Det pitesamiska kulturcentret Duoddara Ráffe ligger i Dokkmo.

## Administrativ historik
Beiarns kommun grundades 1853 genom en delning av Gildeskåls kommun. Kommunens gränser har sedan dess varit oförändrade.

## Tätorter
I Beiarns kommun finns inga tätorter.

## Socknar
Inom Norska kyrkan motsvaras Beiarns kommun av Beiarns socken i Saltens prosteri i Sør-Hålogalands stift.

## Bilder

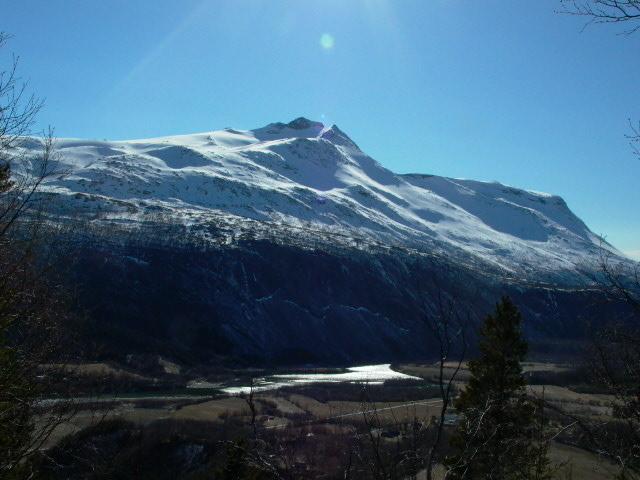
Høgtind.
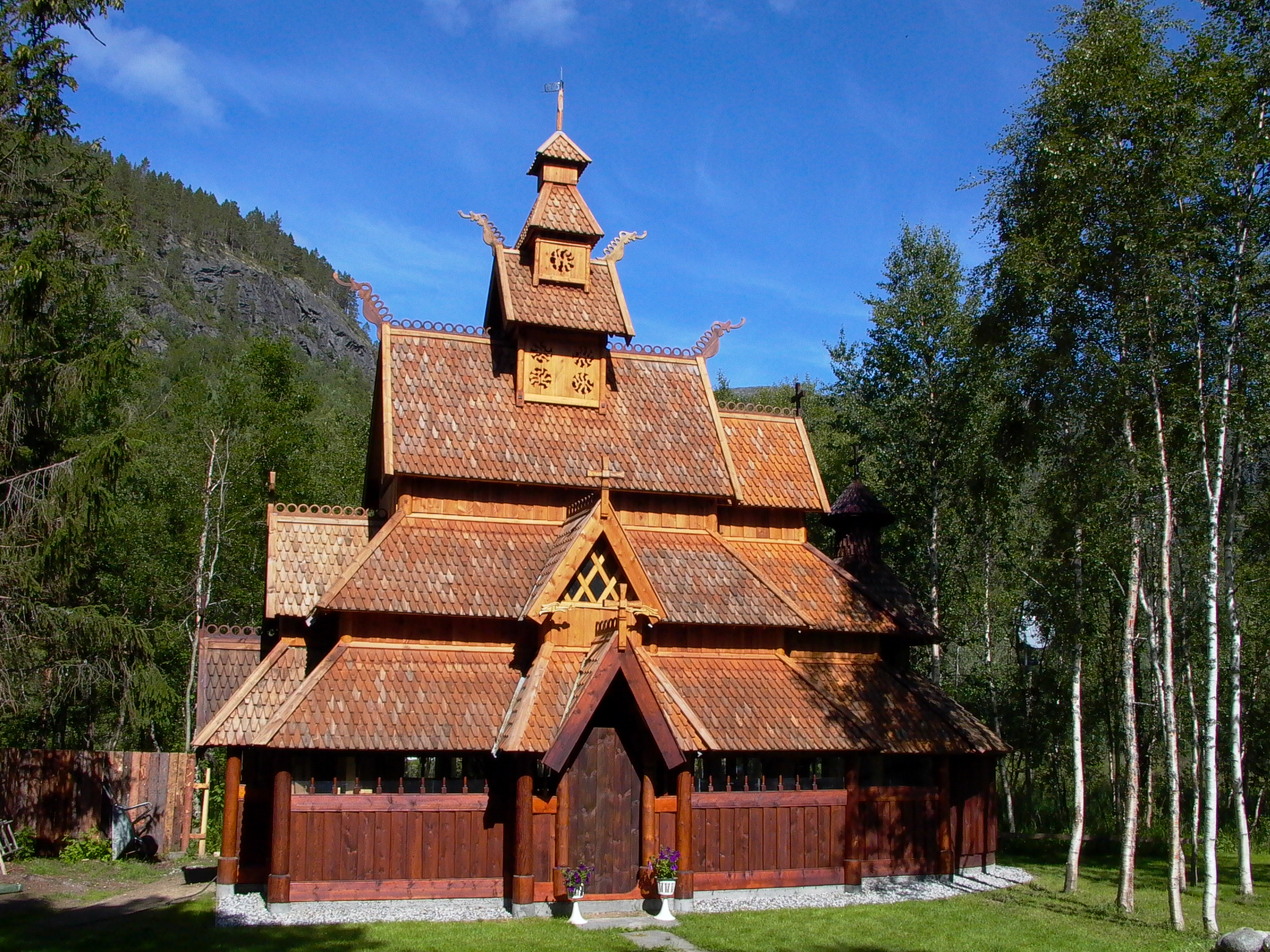
Stavkyrkan i Savjorda.
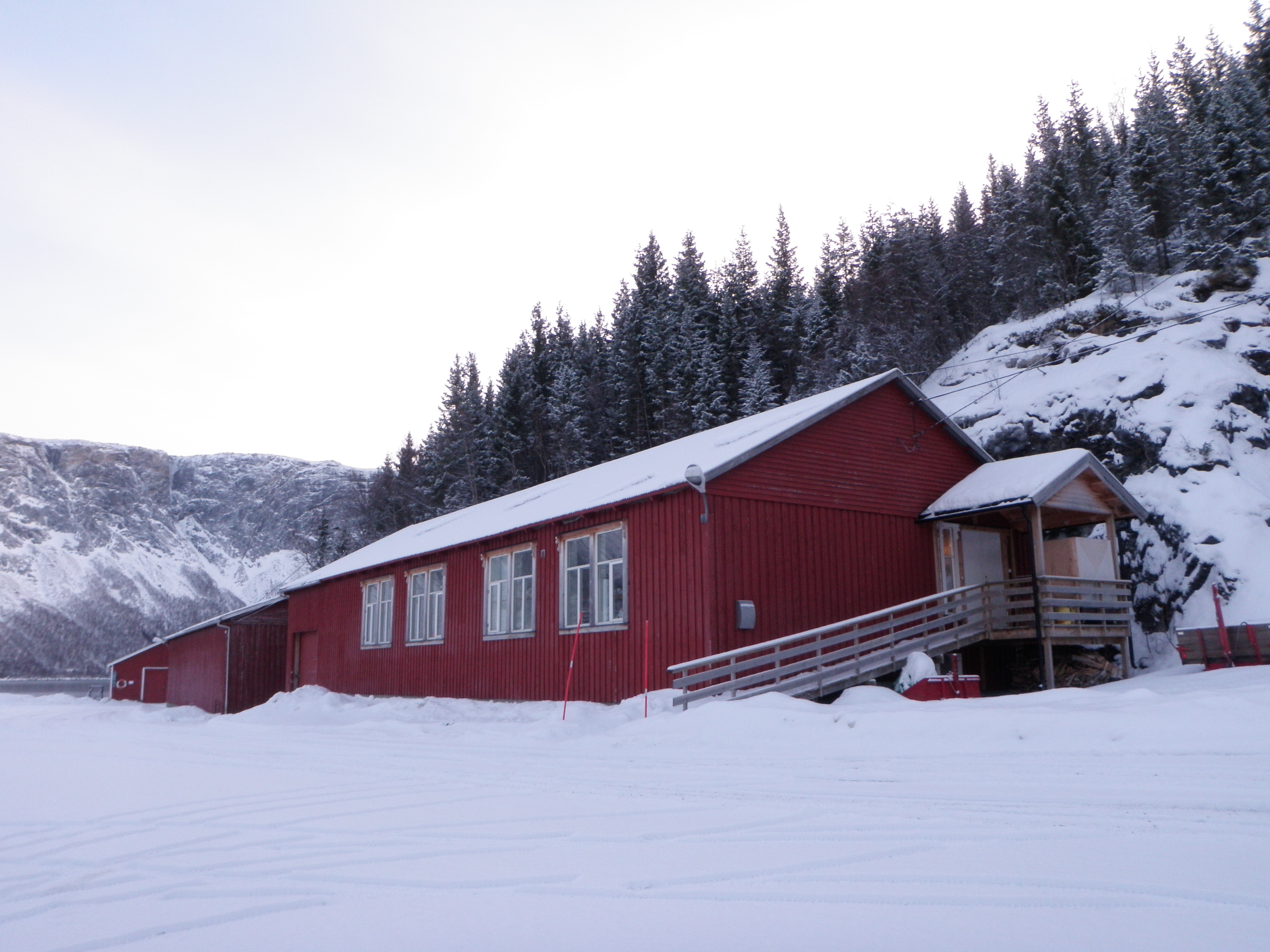
Konstnären Kurt Edvin Blix Hansens konstgalleri Atelier Tvervik.